# WJSN
WJSN (en hangul, 우주소녀; en hanja, 宇宙少女; romanización revisada, Uju Sonyeo), también conocido como Cosmic Girls, es un girl group surcoreano, formado por Starship Entertainment. El grupo debutó el 25 de febrero de 2016 con el miniálbum Would You Like?. Está compuesto por diez integrantes: Seola, Bona, Exy, Soobin, Luda, Dawon, Eunseo, Yeoreum, Dayoung y Yeonjung. Originalmente siendo un grupo de trece integrantes, Xuanyi, Cheng Xiao y Meiqi dejaron el grupo en marzo de 2023 tras la finalización de sus contratos con Starship.

## Historia

### Predebut y formación
La primera integrante de WJSN en aparecer en público fue Seola, quien protagonizó el videoclip de «Janus» de Boyfriend en 2012. La segunda miembro presentada al público fue Dayoung, un exconcursante de la primera temporada de K-pop Star. La tercera integrante revelada fue Dawon quien también fue una concursante de K-pop Star, pero en su segunda temporada. La cuarta fue Exy, que participó en el programa de rap Unpretty Rapstar 2. La quinta integrante fue Eunseo, quien había hecho una corta aparición en el vídeo musical de «Rush» de Monsta X antes de su debut.
El 1 de diciembre de 2015, Starship Entertainment comenzó a revelar información sobre el nuevo grupo de chicas a través de varias plataformas de medios sociales —como Twitter e Instagram— publicando una imagen de un planeta y una órbita en forma de corazón. El 2 de diciembre, Starship continuó publicando otra imagen teaser de una silueta mirando el signo orbital del corazón, que se convirtió en el logotipo oficial de WJSN. La primera unidad, «Wonder», fue revelada el 10 de diciembre, formada por las integrantes Cheng Xiao, Bona y Dayoung. La segunda unidad llamada «Joy» fue revelada, integrada por Yeoreum, Eunseo y Xuan Yi. La tercera unidad llamada «Sweet» fue revelada el 24 de diciembre, integrada por Seola, Exy y Soobin. Y la última unidad, «Natural», fue revelada el 31 de diciembre, formada por Meiqi, Luda y Dawon, revelándolas como un grupo al público por primera vez.
El 21 de diciembre, Cosmic Girls lanzó un cover navideño de «All I Want For Christmas Is You» de Mariah Carey a través del canal de YouTube de JuseTV.

### 2016-2018: Debut y primer álbum de estudio
El 2 de enero de 2016, Dawon, Cheng Xiao, Xuan Yi, Exy y Eunseo protagonizaron el vídeo musical de Año Nuevo de Uniq. El 10 de enero, Starship comenzó a lanzar teasers para «Play-File», con teasers individuales de cada integrante todos los días. El 20 de enero, Seola, Exy, Bona, Eunseo, Xuan Yi y Cheng Xiao aparecieron en la edición de febrero de Cosmopolitan Corea en un artículo titulado Next Body Icon, Cosmic Girls!. El 1 de febrero, Eunseo hizo un cameo en el videoclip «Whatever» de Yoo Seung-woo, junto con Jeongmin de Boyfriend, y Kihyun de Monsta X.

Cosmic Girls debutó el 25 de febrero con el lanzamiento de su miniálbum Would You Like?, incluyendo las canciones «Mo Mo Mo» y «Catch Me». 

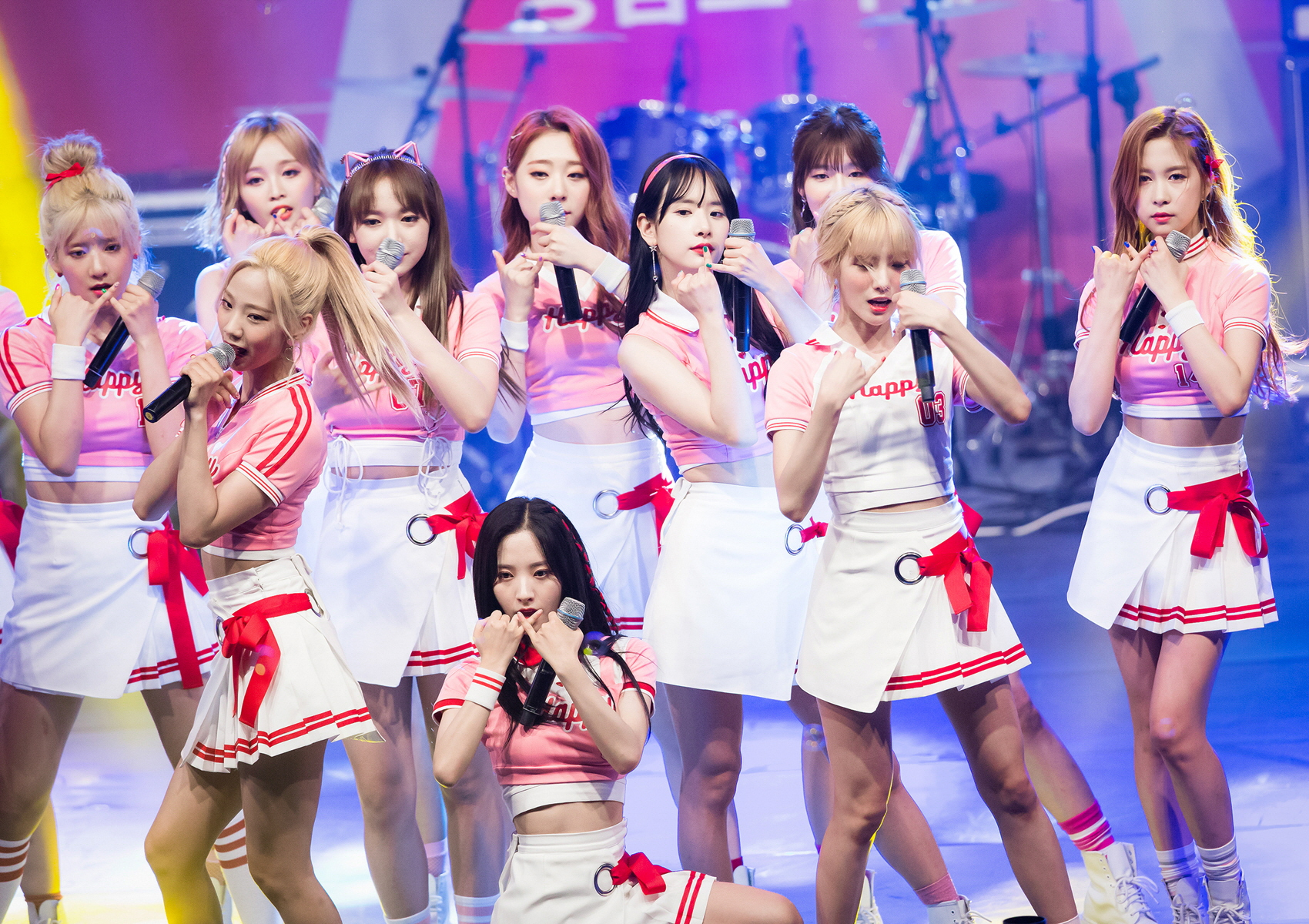
WJSN en Sejong Empathy Odyssey, el 17 de junio de 2017.

 El videoclip de «Mo Mo Mo», que contó con la aparición del actor Lee Kwang-soo, fue lanzado el 24 de febrero y el vídeo de «Catch Me» fue lanzado el 9 de marzo. El grupo debutó en el episodio del 25 de febrero de M! Countdown con las canciones anteriormente mencionadas.
El 11 de julio, Starship Entertainment confirmó que Yeonjung, un aprendiz de la compañía y miembro del grupo proyecto I.O.I, se uniría al grupo. La nueva integrante inició con sus actividades el mes siguiente. En agosto, Exy, Cheng Xiao, SeolA, Soobin, Eunseo, Yeoreum y Dayoung se asociaron con sus compañeros de agencia, Monsta, X para formar la unidad «Y-Teen». Y-Teen es un grupo proyecto que promovió como modelo de CF para el servicio telefónico de KT Corporation, además, lanzaron un EP y materiales diversos. En el mismo mes, Cosmic Girls lanzó su segundo miniálbum The Secret con el grupo completo. El grupo promocionó el regreso con el sencillo «Secret».
El 4 de enero de 2017, Cosmic Girls lanzó su tercer EP, From. WJSN, compuesto por seis nuevas canciones, incluyendo el sencillo «I Wish». El 11 de enero, Starship dio a conocer su nombre oficial del club de fanes, Ujung que significa «amistad» en coreano. Ujung es también una abreviatura de «estación espacial». El grupo celebró su primer concierto, Would You Like - Happy Moment, del 19 al 20 de mayo en el Blue Square Samsung Card Hall. Posteriormente, el primer álbum de estudio de Cosmic Girls, Happy Moment, fue lanzado el 7 de junio de 2017 y contiene un total de diez canciones. El disco encabezó varias listas diarias y a tiempo real en Hanteo.
El 19 de septiembre de 2018, Cosmic Girls regresó con su quinto miniálbum, WJ Please?. Las miembros chinas Cheng Xiao, Meiqi y Xuanyi no participaron en el regreso del grupo y Cosmic Girls continuó con sus promociones como un grupo de diez miembros. Meiqi y Xuanyi se estaban preparando para su debut con Rocket Girls 101, mientras que Cheng Xiao protagonizaba Legend of Awakening, un drama de fantasía histórico chino. El 2 de octubre, el grupo recibió su primera victoria en el programa musical The Show.

### 2019-2020: WJ Stay?, gira de conciertos, For the Summer, As You Wish, Neverland y primera subunidad
El 8 de enero de 2019, Cosmic Girls lanzó su sexto miniálbum, WJ Stay?. Las tres integrantes inactivas no pudieron participar en el regreso por su compromisos previos. El segundo concierto en solitario de Cosmic Girls, Would You Stay - Secret Box, se llevó a cabo el 2 y 3 de marzo en Blue Square Imarket. En agosto, el grupo realizó su primera gira de conciertos llamada WJSN 1st Mini Live 2019 «Would You Like?» Zepp Tour en Japón, que inició el 17 de agosto en Zeppelin DiverCity en Tokio.
El 4 de junio, Cosmic Girls lanzó su álbum especial For The Summer, el cual consiste de cinco pistas, incluyendo la pista principal "Boogie Up".
Cosmic Girls lanzó su séptimo miniálbum As You Wish el 19 de noviembre, el cual consiste de siete pistas incluyendo la pista principal "As You Wish".
En 2020, Cosmic Girls realizó su tercer concierto llamado WJSN «Obliviate», que comenzó el 22 de febrero en el Salón Olímpico de Seúl y finalizó el 22 de marzo en Tokio.
El octavo miniálbum de Cosmic Girls, Neverland, fue lanzado el 9 de junio, incluyendo la pista principal "Butterfly".
El 23 de septiembre, Cosmic Girls anunció la creación de una nueva subunidad, WJSN Chocome, que incluye a Soobin, Luda, Yoreum y Dayoung. Lanzaron su álbum sencillo «Hmph!» el 7 de octubre.

### 2021-presente: Unnatural, segunda subunidad, renovaciones de contrato y salida de las integrantes chinas
Cosmic Girls lanzó su noveno miniálbum Unnatural el 31 de marzo, con un sencillo principal homónimo.
El 26 de abril, Cosmic Girls anunció la formación de su segunda subunidad, WJSN The Black, con las miembros Seola, Exy, Bona y Eunseo, junto con el anuncio de su primer álbum sencillo My Attitude, el cual fue lanzado el 12 de mayo junto con su sencillo «Easy».
El 23 de septiembre de 2021, WJSN lanzó el sencillo promocional "Let Me In" a través de Universe Music para la aplicación móvil Universe. 
¡El 5 de enero de 2022, WJSN Chocome lanzó su segundo álbum sencillo Super Yuppers! .  El 21 de febrero de 2022, se confirmó que WJSN participará en la segunda temporada del programa de competencia de Mnet Queendom , que se desarrolló de marzo a junio de 2022.  Dawon no participó en el programa, mientras que Bona se unió. la tercera ronda debido a conflictos de programación con su drama Twenty-Five Twenty-One .  WJSN fue anunciado como los ganadores de Queendom 2 en su final en vivo el 2 de junio. 
El 6 de mayo, Starship Entertainment anunció que el grupo realizará su cuarta gira de conciertos, titulada '2022 WJSN Concert Wonderland' en el Olympic Hall el 11 y 12 de junio. [50] Tras su  en Queendom 2 , se anunció que WJSN regresará el 5 de julio con su álbum sencillo especial Sequence , con la canción principal " Last Sequence ". 
El 18 de noviembre de 2022, Starship Entertainment anunció un concierto de fanes '2023 WJSN Fan-Con Codename: Ujung' que tuvo lugar el 7 y 8 de enero de 2023. 
El 3 de marzo de 2023, Starship Entertainment anunció que Xuanyi, Cheng Xiao y Meiqi se habían ido de WJSN luego del vencimiento de sus contratos. En el mismo anuncio, también se anunció que Luda y Dawon optaron por no renovar sus contratos, pero no especificaron si permanecerían en el grupo.

## Miembros

### Miembros actuales
- Seola
- Bona
- Exy
- Soobin
- Luda
- Dawon
- Eunseo
- Yeoreum
- Dayoung
- Yeonjung

### Exmiembros
- Xuanyi
- Cheng Xiao
- Meiqi

## Subunidades
- WJSN Chocome (en hangul, 우주소녀 쪼꼬미) - Soobin, Luda, Yeoreum y Dayoung
- WJSN The Black (en hangul, 우주소녀 더블랙) - Seola, Bona, Exy y Eunseo

## Unidades
- Wonder Unit (Korean: 원더 유닛): Bona, Dayoun
- Joy Unit (Korean: 조이 유닛): Eunseo, Yeoreum
- Sweet Unit (Korean: 스윗 유닛): Exy, Seola, Soobin
- Natural Unit (Korean: 내추럴 유닛): Luda, Dawon, Yeonjung

## Discografía
| Álbum de estudio - 2017: Happy Moment | EPs - 2016: Would You Like? - 2016: The Secret - 2017: From. WJSN - 2018: Dream your dream - 2018: WJ Please? - 2019: WJ Stay? - 2019: For the Summer - 2019: As You Wish - 2020: Neverland - 2021: Unnatural |

## Filmografía

### Programas de realidad
| Año  | Título                                 | Cadena         | Nota(s)                               | Ref.   |
| ---- | -------------------------------------- | -------------- | ------------------------------------- | ------ |
| 2016 | Would You Like Girls (My Cosmic Diary) | Mnet           | Yeonjung se unió en el episodio final | [ 38 ] |
| 2017 | Living Together in Empty Room          | MBC            | Concepto hogareño                     | [ 39 ] |
| 2017 | Watch WJSN Show                        | JTBC2 & V LIVE | Emitido en noviembre de 2017          | [ 40 ] |